# Estnische Fußballnationalmannschaft (U-23-Männer)
Die estnische U-23-Fußballnationalmannschaft ist eine Auswahlmannschaft estnischer Fußballspieler, die der Eesti Jalgpalli Liit unterliegt. Sie vertritt den Verband unter anderem bei internationalen Freundschaftsspielen als auch bei der International Challenge Trophy.

## Geschichte
Die erste bekannte Teilnahme an der International Challenge Trophy war im Jahr 2016, wo man auf die englische C-Mannschaft, die U-21 der Slowakei und die U-20 der Ukraine traf. Bereits aber ab dem Jahr 2010 spielte man gegen Teams aus der eigenen oder ähnlichen Altersklasse. Insgesamt kommt die Mannschaft aber nur sporadisch zum Einsatz.